# Greys jufferduif
De Greys jufferduif (Ptilinopus greyi) is een vogel uit de familie Columbidae (duiven).

## Verspreiding en leefgebied
Deze soort komt voor van de Salomonseilanden tot Nieuw-Caledonië. Deze vogel is genoemd naar de Britse ontdekkingsreiziger George Grey.